# Комиссар Рекс
«Комиссар Рекс» (нем. Kommissar Rex, итал. Il commissario Rex) — сериал совместного производства Германии, Австрии и Италии о приключениях немецкой овчарки по кличке Рекс, которая служит в полиции. Впервые появился на экранах в ноябре 1994 года. Сериал известен почти в пятидесяти странах, удостоен нескольких наград.
Первоначально сериал снимался в Австрии, где был закрыт в 2004 году после 10 сезонов. Три года спустя сериал был возобновлён в производстве Италии, с переносом действия из Вены в Рим. В 2015 году, после окончания 18 сезона, сериал снова был закрыт. В 2017 году в Словакии был начат показ перезапуска «Рекс», а в 2019 году вышел канадский перезапуск «Хадсон и Рекс».
В октябре 2024 года стало известно, что оригинальный австрийский сериал будет воскрешён. Премьера нового сезона состоится в 2026 году.

## Сюжет
Пёс по кличке Рекс служит справедливости, работая сотрудником Венской криминальной полиции в отделе по расследованию убийств. Он помогает спасать людей, ловить преступников, а также помогает своим коллегам в трудных ситуациях и преданно любит хозяина. Постоянно оживляет сериал разнообразными трюками — открывает двери, таскает колбасу из булочек, к которым питает особое пристрастие. Очень часто трюки оказываются полезными для решения возникающих по ходу действия задач.

## В ролях

Логотип сериала с 2008 года по 2015 год

- Санто фон Хаус Цигельмайер (также известный как Биджей, 1994—1999), Сокко фон Хаус Цигельмайер (дублёр своего брата Санто, 1994—1999), Ретт Батлер (1999—2004), Генри (2008—2012), Ник (2013), Аки — Рекс[5].

### Хозяева Рекса
- Тобиас Моретти — Рихард Мозер (1-4 сезоны);
- Гедеон Буркхард — Александр Брандтнер (4-7 сезоны);
- Александр Пшилль — Марк Хоффман (8-10 сезоны);
- Каспар Каппарони — Лоренцо Фаббри (11-14 сезоны);
- Этторе Басси — Давиде Ривера (14-15 сезоны);
- Франческо Арка — Марко Терцани (16-18 сезоны)[6].

### Другие персонажи

#### 1994—2004
- Карл Марковиц — Эрнст Штокингер (1-2 сезоны);
- Хайнц Вайксельбраун — Кристиан Бёк (3-7 сезоны);
- Герхард Цеманн — Леонардо Граф (1-10 сезоны и 12 сезон);
- Эльке Винкенс — Ники Херцог (8-10 сезоны);
- Вольф Бахофнер — Петер Хеллерер (1-5 сезоны);
- Мартин Вайнек — Фриц Кунц (5-12 сезоны);
- Фриц Муляр — Макс Кох (1-4 сезоны).

#### 2008—2015
- Доменико Фортунато — Альберто Монтероссо (14-18 сезоны)
- Фабио Ферри — Джандоменико Морини (11-13 сезоны)
- Пилар Абелла — Катя Мартелли (11-16 сезоны)
- Августо Дзукки — Филиппо Гори (11-18 сезоны)
- Серджио Дзекка — Томазо Биззари (14-15 сезоны)
- Кьяра Дженсини — Маддалена Де Лука (15 сезон)
- Нучио Чано — Джорджо Гайба (11-14 сезоны)
- Барбара Риччи — Валерия (12-13 сезоны)
- Франческа Куттика — Лаура Малфорти (17-18 сезоны)
- Алессия Барела — Аннамария Фиори (17-18 сезоны)
- Марко Марио Де Нотарис — Джорджо Веттори (17-18 сезоны)
- Даниэла Пиперно — Соня Рандалли (17-18 сезоны)
- Массимо Реале — Карло Папини (17-18 сезоны)

## Съёмочная группа
| Режиссёры: - Пит Эриель - Оливер Хиршбигель - Хайо Гис - Бодо Фюрнайзен - Ханс Вернер - Михаэль Рибль - Удо Витте - Вольфганг Дикман - Петер Карпентер - Андреас Прохаска - Марко Серафини - Андреа Костантини - Фернандо Мурака | Авторы сценария: - Петер Хайек - Петер Мозер - Бернхард Шерфль - Ральф Вернер - Карл Бенедиктер - Джулио Кальвани - Стефано Пьяни - Фабрицио Честаро - Федерико Фавот - Валерия Коласанти - Даниэль Максимилиан - Томас Паули - Давиде Солинас | Продюсеры: - Петер Хайек - Петер Мозер - Фердинанд Дона - Раффаэлло Монтеверде - Кристина Дзуккиатти - Алессандро Пассадоре | Операторы: - Биргит Гуйонсдоттир - Геральд Лигель - Даниеле Массачези - Массимо Лупи |

## Персонажи

### Рекс
Рекс — главный герой телесериала. Детство Рекса описывается в полнометражном фильме «Малыш Рекс».
Рекс родился от пса-чемпиона Атоса, в семье Антониусов — известных заводчиков и талантливых дрессировщиков. Антониусам сразу поступает множество предложений о покупке собаки, но они не хотят расставаться с Рексом. Но однажды в дом пробирается бандит, который ловит щенка в мешок и увозит в неизвестном направлении. Рекс понадобился обеспеченному человеку и убеждённому преступнику Кайнцу. Но Рексу удалось убежать.
Спустя некоторое время Рекс попадает в дом некоего пожилого человека, к которому приехали пожить дочь Кристина с внуком Бенни. Мальчику было очень плохо — у него умер отец, и дедушка разрешил Бенни позаботиться о маленьком приблудном щенке. Но Антониусы находят Реджинальда и хотят забрать его домой. Только искренняя привязанность Рекса к маленькому другу убеждает Антониусов, что щенок сам выбрал себе хозяина — лучшего из всех возможных.
Через некоторое время снова появляется Кайнц. Бенни и Рекс раскрывают одно из его преступлений, и тогда Кайнц пытается убить обоих друзей и дедушку мальчика. Но, благодаря Рексу, всё завершается хорошо.
По возвращении в Вену Бенни вдруг обнаруживает, что Кайнц, который отныне скрывается от полиции, посещает один из венских тиров. Так Рекс начинает свою карьеру сыщика. С помощью собаки Бенни обнаруживает дом преступника и удерживает Кайнца в бассейне до приезда полиции.

### Хозяева Рекса

#### Рихард Мозер (Тобиас Моретти)

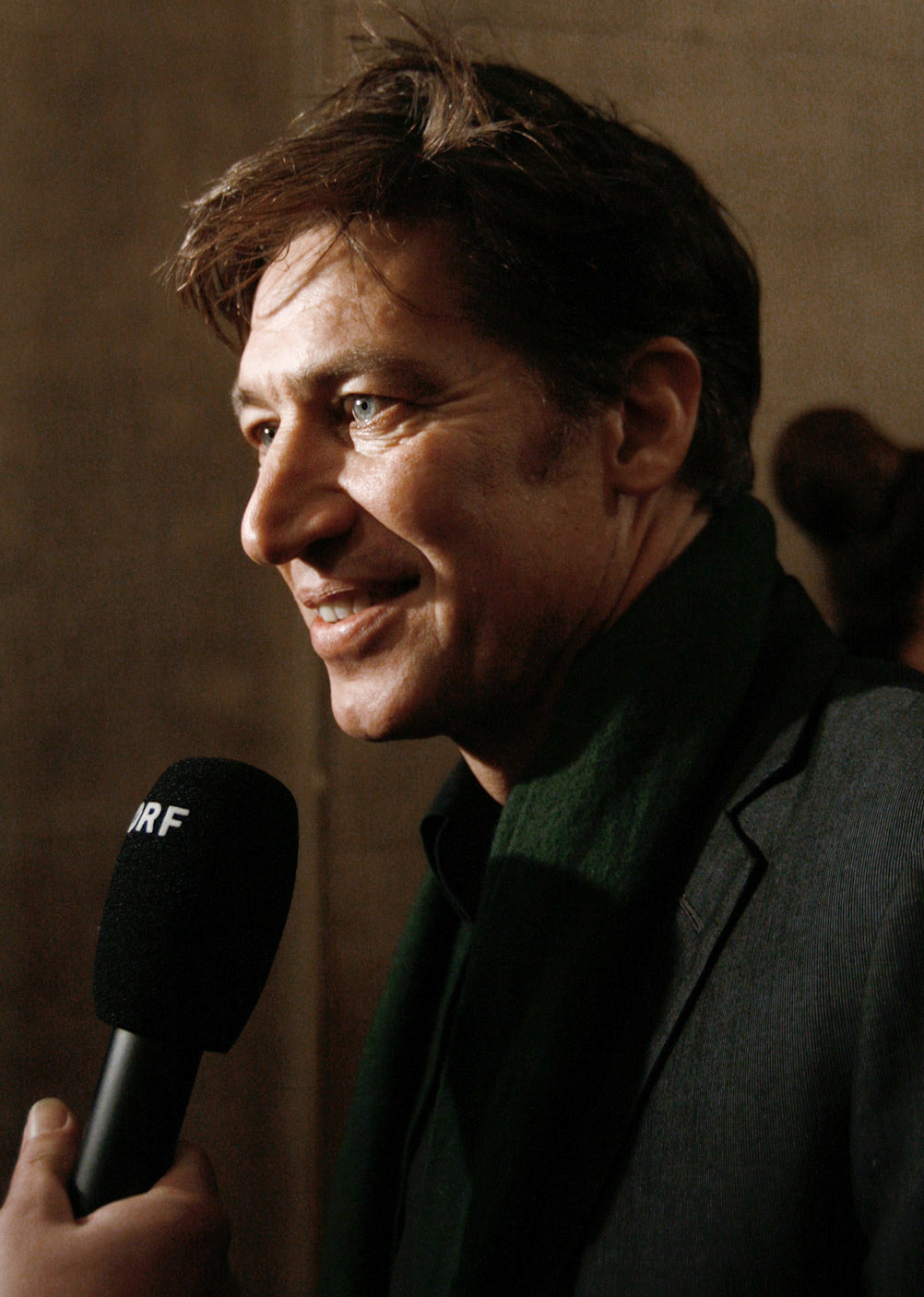
Тобиас Моретти в 2011 году

Сериал начинается с того, что у Рекса погибает хозяин — полицейский Михаэль. Рекс тяжело переживает смерть любимого хозяина. Взявшийся за расследование смерти Михаэля, комиссар Мозер замечает Рекса и проникается к псу сочувствием. Он находит с Рексом общий язык и забирает пса себе, несмотря на возражения кинологов.
Рекс сразу занимает важное место в жизни Мозера, в его доме, в кругу его коллег. Но в середине 4 сезона в серии «Смерть Мозера» Рихард Мозер погибает от пули маньяка.

#### Александр Брандтнер (Гедеон Буркхард)

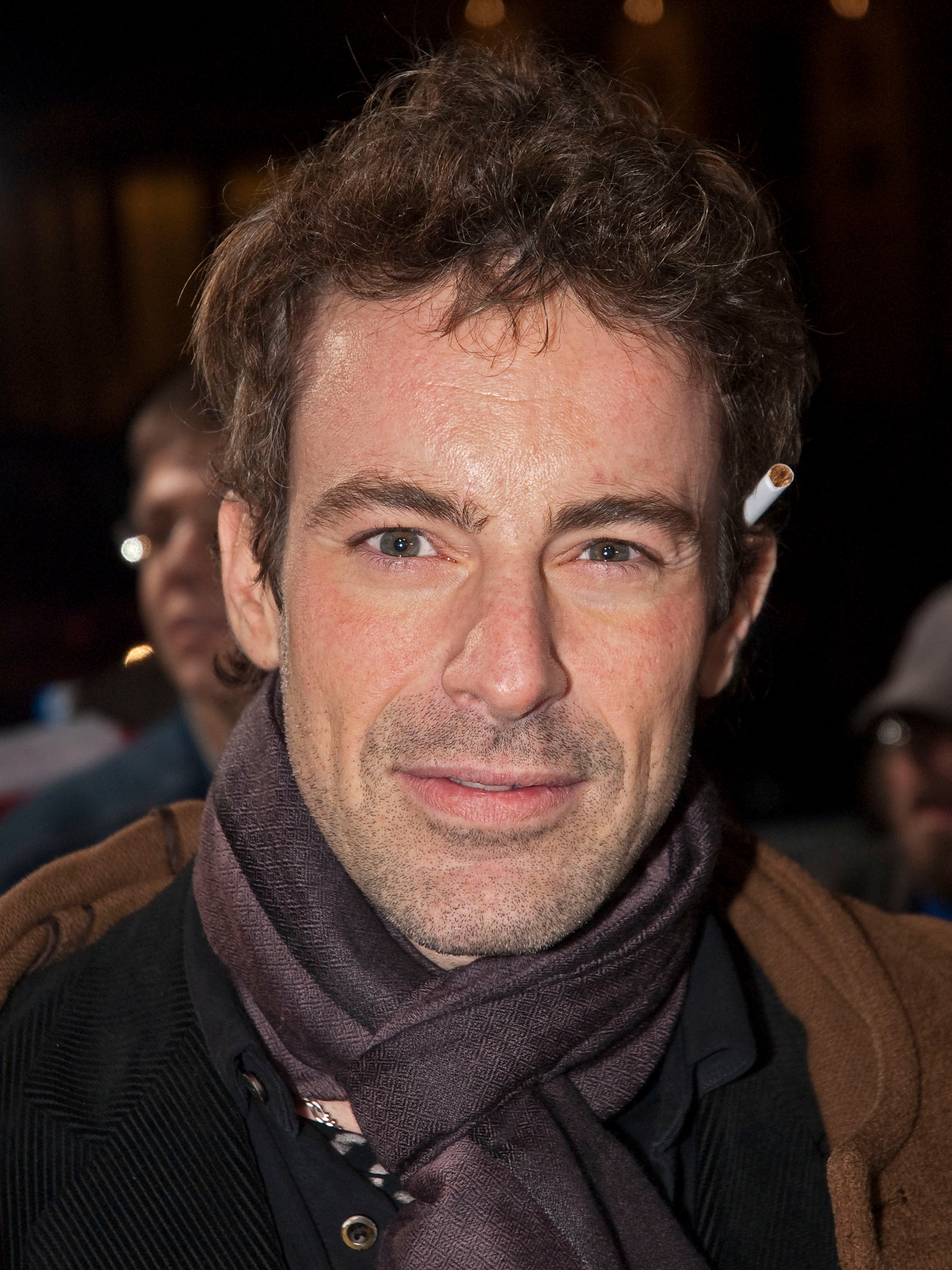
Гедеон Буркхард в 2007 году

После смерти Мозера на его место приходит новый полицейский Алекс Брандтнер. Алекс работал в спецслужбах вместе со своим псом, но после взрыва его пёс погиб, а сам Брандтнер перевёлся на другую работу. После гибели своей собаки Алекс поклялся, что никогда не заведёт собаку, но все изменилось, когда он перевёлся в отдел криминальной полиции и встретил там Рекса.

#### Марк Хоффман (Александр Пшилль)
Марк Хоффман пришёл на смену Алексу Брандтнеру, который «исчез» из сериала. Имел близкие отношения со своей напарницей Ники Херцог.

#### Лоренцо Фаббри (Каспар Каппарони)
Сериал временно закончили показывать в 2004 году.

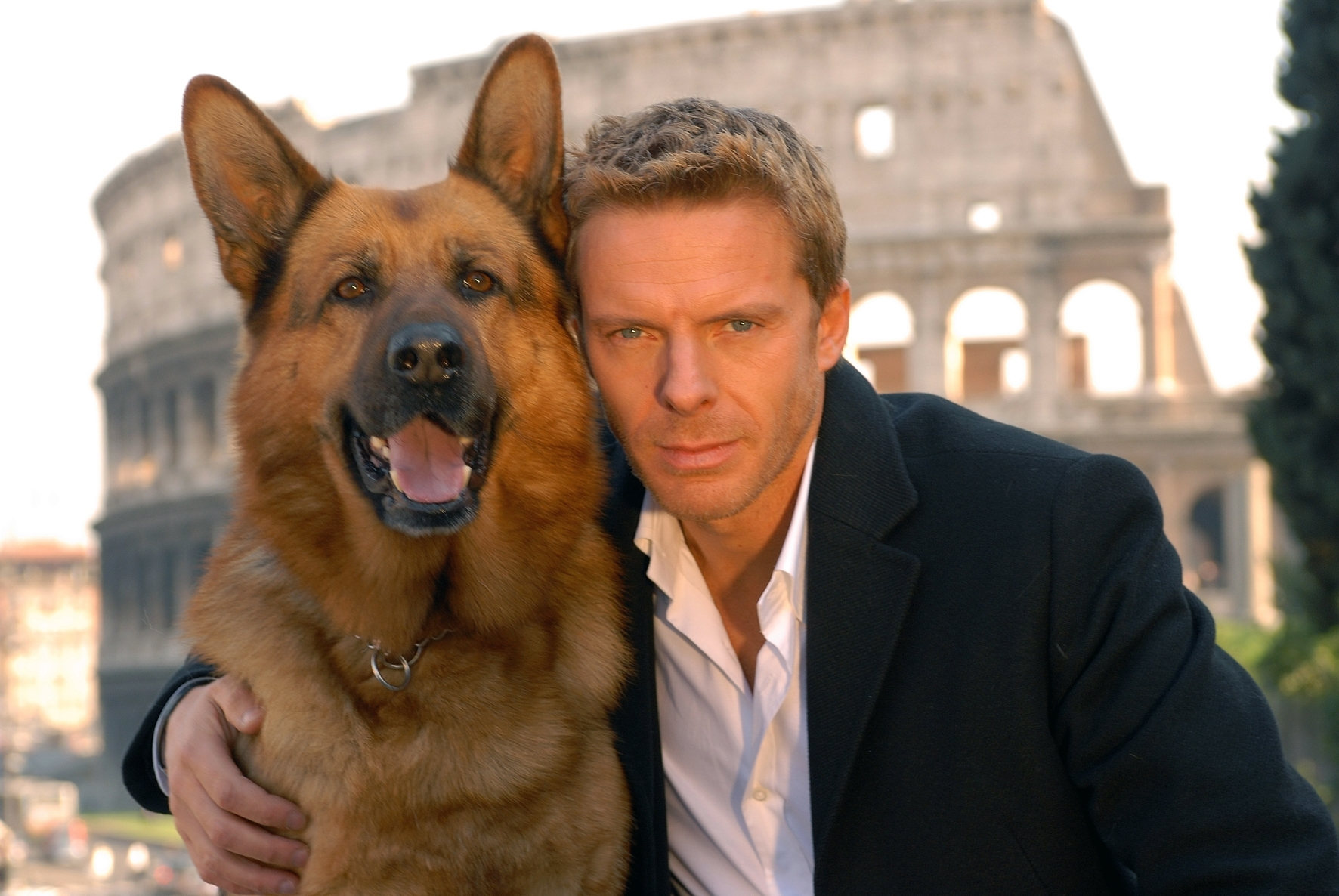
Рекламное фото Каспара Каппарони с Рексом (2008 год)

 В 2008 году начался его новый сезон. Но действие сериала перенесли в Италию.
Новым хозяином Рекса стал Лоренцо Фаббри. Он давно работает в полиции, хотя учился на психолога. Его отец — итальянец, а мать из Австрии, потому он говорит на итальянском и немецком языках. Почти всю жизнь он прожил в Италии. Исключение составляют лишь его студенческие годы — на психолога он учился в Вене.
Во второй серии 14 сезона Фаббри арестовывает главу мафии, который после мстит ему за это. Фаббри взрывают в машине на глазах у Рекса.

#### Давиде Ривера (Этторе Басси)
Давиде Ривера пришёл на смену погибшему Лоренцо Фаббри. Поначалу Ривера не замечал Рекса. Пёс убегал от него. Рекс боялся, что Давиде его обидит. Но потом они подружились. Давиде дорожит Рексом, ведь пёс неоднократно спасал ему жизнь.

#### Марко Терцани (Франческо Арка)
После исчезновения Риверы на его место пришёл молодой комиссар Марко Терцани. Быстро нашёл с Рексом общий язык.

## Значение и признание

### Критика и восприятие
Кинологи отмечают, что образ Рекса в фильме является художественным вымыслом: служебные собаки не могут самостоятельно принимать решения, делать логические выводы — они просто выполняют приказы хозяев. В сериале Рекс выполняет самые разные задачи, в то время, как реальные служебные собаки, как правило, бывают натренированы на что-то одно. В действительности роль Рекса, как сообщалось, «играли» шесть различных собак.

### Культурное влияние и признание
Комиссар Рекс считается одной из самых известных собак в мире. Имя «комиссар Рекс» стало нарицательным для обозначения служебной собаки, прежде всего немецкой овчарки.

### Награды
- 1995 год — награда Баварского телевидения — Вольф Бахофнер, Тобиас Моретти и Карл Марковиц[1]
- 1996 год — награда «Golden Cable» за лучший сериал о преступности (Тобиас Моретти)[1].
- 1996 год — награда «Золотой лев» в номинации «лучший актёр» (Тобиас Моретти)[1].
- 1996 год — серебряная медаль нидерландского фестиваля «TeleVizier-Ring Gala»[1].
- 1998 год — награда «Telegatto» за лучший сериал (Тобиас Моретти)[1].
- 2006 год — номинация «Золотая программа» за лучший иностранный сериал[1].

### Комментарии
1. ↑  Контракт Гедеона Буркхарда закончился и в сюжете это никак не было прокомментировано.